# 4. Armee (Österreich-Ungarn)
Die k.u.k. 4. Armee war ein Großverband der Österreichisch-Ungarischen Armee im Ersten Weltkrieg. Sie wurde durchgehend an der Ostfront gegen die russische Armee eingesetzt.

## Geschichte

### Schlacht in Galizien 1914

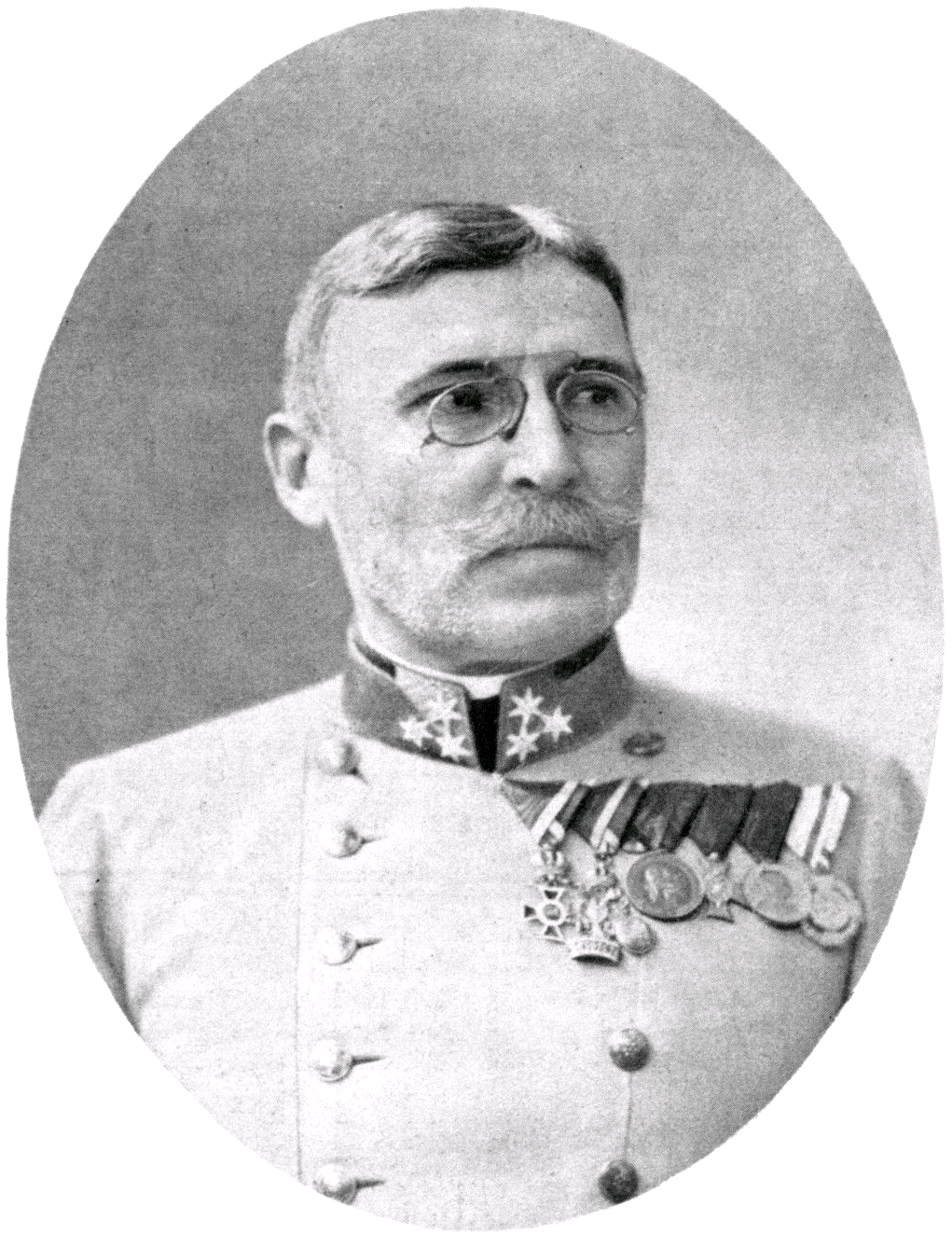
Moritz von Auffenberg
von Carl Pietzner (Sport & Salon, 1914)

Im Zuge der Mobilisierung marschierte die 4. Armee unter General der Infanterie Moritz von Auffenberg an der Nordgrenze von Galizien auf, um zusammen mit dem linken Nachbarn, der 1. Armee, nach Norden anzugreifen. Als Generalstabschef der 4. Armee fungierte Generalmajor Rudolf Krauß. Die 4. Armee zählte bei der Mobilisierung 138 ½ Bataillone, 47 Schwadronen und 432 Geschütze. Der Hauptstoß der Armee sollte nach Cholm geführt werden; operatives Ziel war der Durchbruch nach Brest-Litowsk und das Erreichen des Bug-Abschnittes.
Seit 25. August war die 4. Armee mit drei Korps (II., VI. und IX.) im Vorgehen auf die Linie Zamość–Tomaszów, das XVII. Korps (General der Kavallerie Graf Huyn) folgte hinter dem VI. Korps nach, am rechten Flügel ging die Korpsgruppe (XIV.) des Erzherzog Joseph Ferdinand aus den Raum Rawa Ruska nach Norden vor. Den rechten Flügel nach Osten deckte das Kavalleriekorps des FML Wittmann, das die Verbindung zur 3. Armee unter General von Brudermann herstellte.
- II. Korps (General der Infanterie  Blasius von Schemua) – 4., 13. and 25. Infanterie-Division
- VI. Korps (General der Infanterie Svetozar Boroević von Bojna) – 15., 27. and 39. Infanterie-Division
- IX. Korps (Feldmarschalleutnant von Friedel, ab 27. August General der Infanterie  Lothar von Hortstein) – 10. und 26. Infanterie-Division
- XVII. Korps (General der Kavallerie Karl Graf Huyn, ab 2. Sept. FML Karl Kritek) – 19. Infanterie-Division
- Kavallerie-Korps Wittmann (Feldmarschalleutnant Oskar von Wittmann)–  6. und 10. Kavallerie-Division[1]

In der Schlacht von Komarów traf General Auffenberg auf die russische 5. Armee unter dem Befehl von Pawel Plehwe. Das k.u.k. II. Korps (Deutsch-Österreicher), das IX. Korps (Deutschböhmen und Deutschmährer) und das XVI. Korps (Ungarn) stießen frontal auf das russische 25. und 19. Korps und drängten diese zum Bug zurück. Am rechten Flügel setzte das XIV. Korps über Telatyn bereits zur entscheidenden Umfassung an. Der Versuch einer doppelten Umfassung der russischen Truppen musste infolge des Zusammenbruchs der 3. Armee in der Schlacht östlich von Lemberg sofort abgebrochen werden und der linke Flügel auf Lemberg umgruppiert werden.
In der folgend eingeleiteten Schlacht von Rawa Ruska bildete die Kleinstadt Janow nordwestlich von Lemberg die Armeegrenze zwischen der k.u.k. 3. und 4. Armee, wie ebenso auf gleicher Höhe, die Trennlinie zwischen der nach Westen anstürmenden russischen 3. und 8. Armee.
Ab 5. September hatte das nördlicher stehende II. Korps, wie auch das XIV. Korps die Verbindung zum Nachbarn verloren. Das Einschwenken des russischen 21. Korps drängte das XIV. Korps auf dem vor Rawa Ruska haltenden XVII. Korps zurück. Der nach Osten in Richtung auf Lemberg angesetzte Flankenstoß des k.u.k. VI. Korps im Raum Magierow brachte nicht die erhoffte Entlastung. Die russische 3. Armee setzte am 8. September vom Osten her mit vier Korps gleichzeitig zum entscheidenden Stoß gegen die 4. Armee an. Der bröckelnden Front der k.u.k. 3. und 4. Armee drohte von Nordwesten und Südosten her eine gefährliche Zangenoperation. Das russische XI. Armeekorps durchbrach am 11. September die Front des bei Rawa Ruska verteidigenden k.u.k. XVII. Korps (19. und 41. Division) des FML Kritek und zwang die Österreicher zu verlustreichen Rückzugskämpfen.

### Schlachtenfolge am San, Rückzug zum Dunajec
Die 4. Armee musste vor der russischen Südwestfront unter General der Artillerie Iwanow bis Ende September hinter den San zurückgenommen werden und baute zwischen Radymno und Medyka eine neue Front auf, nördlicher erfolgte bei Jaroslau der Anschluss an die ebenfalls zurückgegangene die 1. Armee. Während der Schlacht an der Weichsel führte die 4. und 3. Armee starke Gegenangriffe über den San um die Front in Polen zu entlasten.
Zwischen 16. und 24. November 1914 eröffnete die russische 3. Armee ihren Angriff gegen das südliche Vorfeld der Festung Krakau mit dem operativen Ziel nach Nordungarn durchzubrechen. Das k.u.k. XI. Korps (Stephan von Ljubičić) musste beiderseits Tarnow vor dem russischen XI und IX. Armeekorps über den Dunajec nach Westen auf die Linie Bochnia-Neusandez zurückgehen.
Das VI., XVII. und XIV. Korps der k.u.k. 4. Armee wurde in der Schlacht bei Krakau vom russischen X. und XXI. Armeekorps bis zum 25. November über die Wieliczka auf die Linie Wieclawice (Korps Roth)-Koscielniki (Korps Kritek)-Niepołomice-Dobczyce (Korps Ljubičić) zurückgedrängt. Am Südflügel bei Dobra deckte die im Armeeverband operierende Polnische Legion den Rückzug.
Nach Plänen von Conrad von Hötzendorf erfolgte Anfang Dezember 1914 in der Schlacht von Limanowa-Lapanow der Gegenangriff durch die 4. Armee, um die südlich Neusandez eingebrochenen russischen Kräfte in die Flanke zu stoßen und die lose Verbindung mit dem linken Flügel der 3. Armee wiederherzustellen.
Die für den Angriff neu gebildete „Armeegruppe Roth“ umfasste neben dem XIV., das XI. Korps, die in Krakau ausgeladene 13. Schützendivision (Generalmajor von Kreysa) und zusätzlich die deutsche 47. Reserve-Division (12.000 Mann unter Generalleutnant von Besser) übertragen wurde.
Der taktische Stoß gelang, am 14. Dezember musste sich das russische 8. Korps in das Becken von Jaslo und Krosno zurückgehen, doch schon ab 20. Dezember gingen die Russen zum Gegenangriff über: die Sanlinie bildete während des Winters die neue Linie des einsetzenden Stellungskrieges.

### Durchbruch bei Tarnow 1915

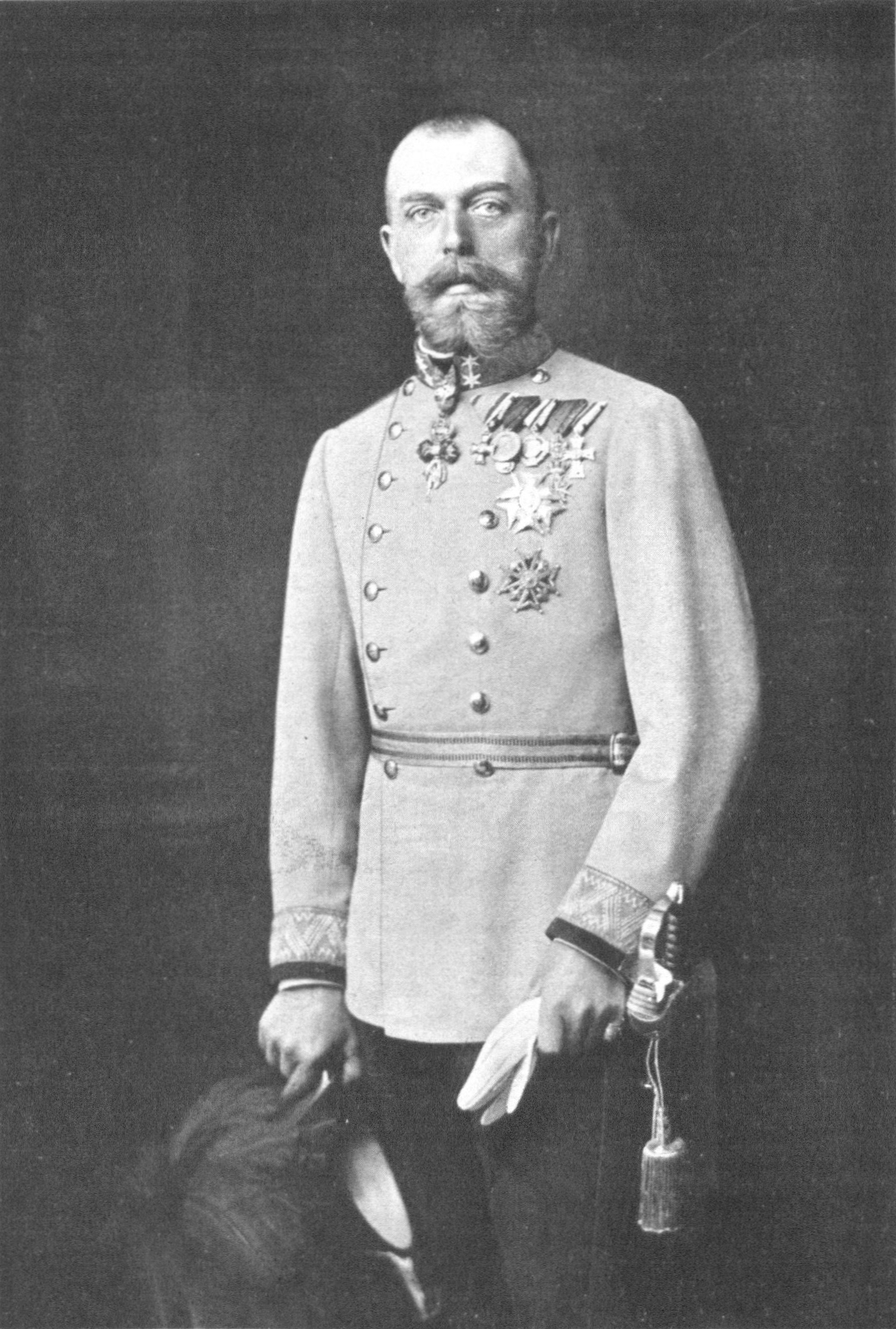
Erzherzog Joseph Ferdinand

Der Ende April 1915 neu etablierten Armeegruppe Mackensen war für ihren Angriff neben der deutschen 11. Armee im Zentrum, auch die 4. Armee am nördlichen Flügel und die k.u.k. 3. Armee am südlichen Flügel unterstellt. Den Hauptangriff im Zentrum führte die deutsche 11. Armee in Richtung auf Gorlice, die 4. Armee erzielte ihren Frontdurchbruch am Nordabschnitt bei Tarnow. In der eingeleiteten Schlacht von Gorlice-Tarnow unterstützte die 4. Armee entlang des Dunajec mit acht Infanteriedivisionen, einer Kavalleriedivision und 253 Geschützen:
- Die Kombinierte 62. I.D. (Gmj. Rudolf Stöger-Steiner) und Landwehrtruppen deckten die Nordflanke an der Weichsel.
- Das k.u.k. XIV. Korps (FML Josef Roth) mit der 3. I.D. (FML Ernst Horsetzky) und der 8. I.D. (FML Ludwig von Fabini) sowie die deutsche 47. Reserve-Division (Generalleutnant Alfred von Besser) hatte den Durchbruch bei Tarnow zu führen.
- Das k.u.k. IX. Korps (FML. Rudolf Králíček) mit der 10. I.D. (Gmj. Artur von Mecenseffy) und der 106. I.D. (Gmj. Ernst Kletter) operierte bei Gromnik in Richtung auf Brzostek.

### Vorstoß zum Bug Sommer 1915
Für die Ende Juni weiterführende Bug-Offensive blieb die 4. Armee der Heeresgruppe Mackensen weiterhin zum Deckung der linken Flanke überwiesen. Der Angriff geriet ab 3. Juli ins Stocken, nachdem eine russische Gegenoffensive eingeleitet wurde. Die am linken Flügel vorgehende 4. Armee wurde dabei am 6. Juli im Raum Kraśnik zurückgeworfen. Während die russische 3. Armee ihre Position bis zum 9. Juli gegenüber der 4. Armee behauptete, zwangen die Durchbrüche der deutschen Truppen in der Mitte der Angriffsfront die Russen neuerlich zum Rückzug. Das XVII. und VIII. Korps der 4. Armee überschritten die Krzna westlich von Biala, während die links anschließende Armeeabteilung Woyrsch zur Klukowka aufschloss. Am 17. August griffen das XXII. und X. Reserve-Korps die neuen russischen Stellungen zwischen Krzna und Bug an. Die 4. Armee und die deutsche 105. Infanterie-Division gingen bei Janow über den Bug. Westlich von Janow überschritt am 19. August auch die 4. Armee mit dem XVII. und VIII. Korps den Bug und erreichte den Koterka-Abschnitt zwischen Wołczyn und Tokary.
Im August 1915 war Oberst Joseph Ritter von Paić zum neuen Generalstabschef der 4. Armee bestellt worden. Nach dem Großen Rückzug verfolgte die 4. Armee den zurückgehenden Gegner nach Wolhynien. Der am 27. August 1915 durch die 1. und 4. Armee eingeleitete Feldzug nach Rowno scheiterte vollständig: Es gelang am 31. August zwar den wichtigen Verkehrsknotenpunkt Luzk (Lyck) zu erobern, die Stadt ging aber am 22. September wieder an die Russen verloren. Beim Gegenangriff der russischen 8. Arme gerieten bis Ende September fast 70.000 österreichische Soldaten in Gefangenschaft. Am 26. September gelang jedoch nach dem Eingreifen deutscher Truppen (Gruppe Gerok) am Styr-Abschnitt die Rückeroberung von Luzk, die Front der russischen 8. Armee wurde in diesem Abschnitt hinter die Ikwa zurückgedrängt.
In den Herbstkämpfen von 1915 verfügte die 4. Armee über 76 ½ Bataillone, 73 Schwadronen (6.300 Reiter) und 316 Geschütze, unterstellt waren dabei vier Korpsgruppen:
- Kavalleriekorps Berndt (4. und 7. Kavalleriedivision)
- XIV. Korps unter Gen. der Inf. Josef Roth (2., 3. und 21. Division)
- X. Korps unter FML Hugo Martiny (24. und 62. Division)
- IX. Korps unter FML Rudolf Kralicek (19. und 26. Division)[3]

### Brussilow-Offensive Sommer 1916

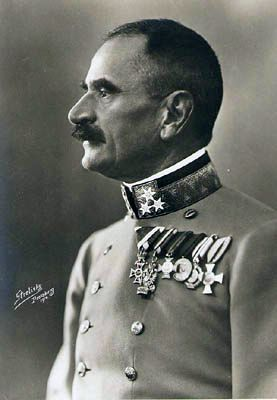
General Karl Tersztyánszky

Am 4. Juni 1916 begann die Brussilow-Offensive: die russische 8. Armee griff zwischen dem Styr-Brückenkopf von Czartorysk bis Sapanow in Richtung auf Kowel und Luzk an. Etwa 150.000 Soldaten der 4. Armee brachen vor dem Angriff von 200.000 Russen vollständig zusammen: Dem russischen XXXIX. Korps lag bei Olyka die k.u.k. 2. Division (Generalmajor Sellner), südlich folgend dem russischen VIII. Korps die Gruppe Szurmay mit der 70. Honved-Division (General Goldbach) und die k.u.k. 7. Division bis Mlynow gegenüber. Nördlich des Durchbruchskeiles stand die 37. Honved-Division unter FML Tabajdi der Masse des russischen XXXIX. Korps gegenüber. Es gelang der russischen 8. Armee am 5. Juni, die österreichische Front bei Olyka vollständig aufzureißen, den Durchbruch bis 7. Juni auf 75 km Breite und 35 km Tiefe zu erweitern und den Gegner von der Putilowka auf den Styr zurückzudrängen. Die k.u.k. 4. Armee verlor auf ihrem Rückzug den Hauptteil ihrer Kräfte und schmolz binnen einer Woche auf 27.000 Soldaten zusammen. Als dem russischen XXXX. Korps am 7. Juni schließlich auch die Rückeroberung der im Vorjahr verlorenen Stadt Luzk am Styr gelang, war der operative Durchbruch vollständig erreicht. Nach der Intervention des Oberbefehlshabers der Heeresgruppe, Generaloberst von Linsingen wurde am 7. Juni Erzherzog Joseph Ferdinand durch General Karl Tersztyánszky ersetzt. Zwischen 10. und 12. Juni rangen die restlichen Verbände der k.u.k. 4. Armee um den Erhalt der Styrlinie, der Durchbruchsabschnitt hatte sich auf 85 Kilometer Breite und eine Tiefe von 48 Kilometer ausgebreitet. Die geschlagene 4. Armee wurde dem deutschen Oberkommando unterstellt, der Kommandierende des im Durchbruchsraum geschlagenen k.u.k. X. Korps, General Martiny, wurde von FML Friedrich Csanády abgelöst. Die neue Front der Heeresgruppe Linsingen, welche den Abschnitt der geschlagenen k.u.k. 4. Armee übernommen hatte, verlief jetzt von Tarnawka, entlang der Plaszewka und des Styr nordwärts zur Lipa, weiter über Gorochow und Swiniuchy zum Stochod bei Linjewka, von dort weiter nach Sokul, den Styr entlang nach Kolki bis nach Rawalowka.
Die Heeresgruppe Linsingen, die wieder dem stärksten Angriff standhalten musste, verfügte jetzt über 30 Divisionen, davon die Hälfte Verbündete, ihr standen 33 Divisionen der Russen gegenüber. Der Angriff aus dem Stochod-Brückenkopf bei Zarecze und Hulewicze konnte bis Anfang August abgeriegelt werden. Der durch General Kaledin auf Wladimir-Wolynsk vorgetragene Angriff des russischen 40. Korps brachte derweil die zermürbten Reste der k.u.k. 4. Armee unter Tersztyansky in eine neuerliche Krise. Das Eingreifen des neu herangeführten Generalkommando des XXXX. Reserve-Korps unter General der Infanterie Litzmann übernahm jetzt die Leitung der Schlacht. Bis 30. Juli war die Lage bei der 4. Armee stabilisiert, die Schlacht um Kowel wurde noch bis 12. August fortgesetzt und brachte den Russen keine weiteren Geländegewinne.

### Sommerkämpfe 1917
Die deutsche Oberste Heeresleitung plante, im Juli 1917, noch während der russischen Sommeroffensive bei Kalusz, eine eigene Gegenoffensive in Ostgalizien anzusetzen. Von der Westfront waren dafür seit Anfang Juli sechs Divisionen zusätzlich nach Galizien herangeführt worden. Der Angriff erfolgte im Zusammenwirken mit der Heeresgruppe Böhm–Ermolli. General von Winckler, Befehlshaber des deutschen I. Armee-Korps (Abschnitt Zloczow), übernahm die Führung der verbündeten Angriffsgruppe, deren Schwerpunkt nördlich Zborow lag. Sie sollte die russische Front in Richtung auf Tarnopol durchbrechen.

## Oberbefehlshaber
- August 1914 bis 30. September 1914: General der Infanterie Moritz Auffenberg von Komarow
- 30. September 1914 bis 7. Juni 1916: General der Infanterie Erzherzog Joseph Ferdinand
- 7. Juni 1916 bis 5. März 1917: Generaloberst Karl Tersztyánszky von Nádas
- 5. März 1917 bis 15. März 1918: Generaloberst Karl von Kirchbach auf Lauterbach